# Catasticta hebra
Catasticta hebra är en fjärilsart som först beskrevs av Lucas 1852.  Catasticta hebra ingår i släktet Catasticta och familjen vitfjärilar.
Artens utbredningsområde är Colombia. Inga underarter finns listade i Catalogue of Life.